# Super Session
Super Session — альбом Эла Купера с гитаристами Майком Блумфилдом на первой половине и Стивеном Стиллзом на второй половине альбома. Выпущенный в 1968 году на Columbia Records, он достиг 12 места в чартах Billboard 200, пробыв там 37 недель и получил золотой сертификат от RIAA.

## Об альбоме
Эл Купер и Майк Блумфилд ранее работали вместе на сессиях для новаторского классического альбома Боба Дилана Highway 61 Revisited, а также выступали в поддержку его неоднозначного выступления на Ньюпортском фолк-фестивале в июле 1965 года. Купер недавно покинул Blood, Sweat & Tears после записи с ними дебютного альбома и теперь работал менеджером по рекламе в Columbia. Блумфилд собирался покинуть Electric Flag и, в общем, не знал, чем заняться. Купер позвонил Блумфилду, чтобы узнать, не смог бы тот засесть с ним в студии и поиграть; Блумфилд согласился, предоставив Куперу заниматься приготовлениями.
В мае 1968 года Купер зарезервировал два дня студийного времени на CBS Columbia Square и нанял клавишника Барри Голдберга и басиста Харви Брукса, оба участники Electric Flag, вместе с известным сессионным барабанщиком «Фэстом» Эдди Хохом. В первый день квинтет записал группу инструментальных треков, в основном основанных на блюзе, включая выделяющуюся модально-джазовую «His Holy Modal Majesty», дань уважения покойному Джону Колтрейну, которая также напоминала «East-West» из второго альбома Butterfield Blues Band. На следующий день, когда всё было готово к записи, Блумфилд вернулся в свой дом в Милл-Валли, штат Калифорния, утверждая, что он не мог уснуть.
Не желая, чтобы второй день сессии пропал даром, Купер поспешно вызвал на замену Блумфилду Стивена Стиллза, который тоже покидал свою группу Buffalo Springfield. Перегруппировавшись вокруг Стиллза, сессионщики Купера записали в основном вокальные треки, в том числе «It Takes a Lot to Laugh, It Takes a Train to Cry» с Highway 61  и длительную и атмосферную версию песни  Донована «Season of the Witch». Хотя заключительная песня Харви Брукса «Harvey’s Tune» включает в себя наложенные духовые, добавленные в Нью-Йорке во время микширования альбома, полная стоимость пластинки обошлась всего в 13 000 долларов.
Успех альбома открыл дверь для концепции «супергрупп» конца 1960-х и 1970-х годов, примером которых являются Blind Faith и Crosby, Stills & Nash. Купер простил Блумфилда, и после выхода альбома они вдвоём выступили на нескольких концертах. Результатом одного из них стал The Live Adventures of Mike Bloomfield and Al Kooper.

## Релизы
Наряду со стерео-версией, Super Session в 1970-х была выпущена как четырёхканальная квадрофоническая версия. Она была выпущена на виниле SQ с матричным кодированием и на дискретной 8-дорожечной кассетной ленте. 8 апреля 2003 года Legacy Records переиздали альбом на компакт-диске с четырьмя бонус-треками, включая вырезанные ранее версии и концертный трек с Блумфилдом и два с микшированными духовыми.
В начале 2000-х предполагалось, что он будет ремиксирован для новой 5.1-канальной версии, которая будет выпущена на SACD. Но в конце 2004 года Эл Купер прокомментировал:
Насколько мне известно, исходя из неназванного источника, новый глава SONY/BMG закрыл отдел 5.1 SACD и отпустил всех. Полтора года назад я сделал ремикс для них Super Session и Child Is Father to the Man в 5.1 SACD. Они оба вышли невероятными, и я записал мастер-версию с Бобом Людвигом. Теперь похоже они будут пылиться на полках с текущим руководством SONY/BMG …Типично, во мноооогих отношениях.
Оба диска SACD в версии звука 5.1 были в итоге выпущены в 2014 году компанией Audio Fidelity.

## Оценки критиков
| Оценки критиков               | Оценки критиков |
| Источник                      | Оценка          |
| ----------------------------- | --------------- |
| AllMusic                      | [ 8 ]           |
| Rolling Stone                 | (позитивная)    |
| Encyclopedia of Popular Music | [ 10 ]          |

## Список композиций
| №  | Название                 | Автор(ы)                   | Длительность |
| -- | ------------------------ | -------------------------- | ------------ |
| 1. | «Albert's Shuffle»       | Эл Купер, Майк Блумфилд    | 6:54         |
| 2. | «Stop»                   | Джерри Раговой, Морт Шуман | 4:23         |
| 3. | «Man's Temptation»       | Кёртис Мейнфилд            | 3:24         |
| 4. | «His Holy Modal Majesty» | Купер, Блумфилд            | 9:16         |
| 5. | «Really»                 | Купер, Блумфилд            | 5:30         |

| №                   | Название                                           | Автор(ы)            | Длительность |
| ------------------- | -------------------------------------------------- | ------------------- | ------------ |
| 1.                  | «It Takes a Lot to Laugh, It Takes a Train to Cry» | Боб Дилан           | 3:30         |
| 2.                  | «Season of the Witch»                              | Донован Литч        | 11:07        |
| 3.                  | «You Don't Love Me»                                | Уилли Коббс         | 4:11         |
| 4.                  | «Harvey's Tune»                                    | Харви Брукс         | 2:07         |
| Общая длительность: | Общая длительность:                                | Общая длительность: | 50:22        |

CD-переиздание 2003 года
| №   | Название                                             | Автор(ы)        | Длительность |
| --- | ---------------------------------------------------- | --------------- | ------------ |
| 10. | «Albert's Shuffle» (ремикс 2002 года без духовых)    | Купер, Блумфилд | 6:58         |
| 11. | «Season of the Witch» (ремикс 2002 года без духовых) | Донован Литч    | 11:07        |
| 12. | «Blues for Nothing» (outtake)                        | Купер           | 4:15         |
| 13. | «Fat Grey Cloud» (концерт в Fillmore West, 1968)     | Купер, Блумфилд | 4:38         |

## Участники записи
- Эл Купер — вокал, фортепиано, орган Хаммонда, Ondioline[англ.], электрогитара, двенадцатиструнная гитара
- Майк Блумфилд — электрогитара на первой стороне, переиздание треков 10, 12, 13
- Стивен Стиллз — электрогитара на второй стороне, переиздание трека 11
- Барри Голдберг[англ.] — электрическое пианино в композициях «Albert’s Shuffle» и «Stop».
- Харви Брукс[англ.] — бас-гитара
- Эдди Хох[англ.] — барабаны, перкуссия

Дополнительный персонал
- Духовая секция[англ.] — неизвестные сессионные музыканты; аранжировка Эла Купера и Джо Скотта
- Фред Катеро, Рой Хейли[англ.] — звукорежиссёры
- Мартин Гринблатт — цифровой мастеринг

## Чарты
| Чарт (1968-69)              | Высшая позиция |
| --------------------------- | -------------- |
| US Billboard Top LPs        | 12             |
| Canadian RPM 100 Albums     | 15             |
| Dutch Hitparade             | 18             |
| US Cash Box Top 100 Albums  | 18             |
| US Record World Album Chart | 14             |
| Чарт (1972)                 | Высшая позиция |
| Spanish Album Charts        | 25             |
| Чарт (2003)                 | Высшая позиция |
| Italian Album Charts        | 87             |

## Сертификации
| Регион                                                      | Сертификация | Продажи  |
| ----------------------------------------------------------- | ------------ | -------- |
| США (RIAA)                                                  | Золотой      | 500 000^ |
| ^ Данные о тиражах приведены только на основе сертификации. |              |          |